# Orlando Cachaíto López
Orlando López, meglio conosciuto come Orlando "Cachaíto" López (L'Avana, 2 febbraio 1933 – L'Avana, 9 febbraio 2009), è stato un contrabbassista cubano.
Era figlio di Orestes López, compositore, contrabbassista, pianista, violoncellista, e nipote del più famoso compositore Israele "Cachao" López, due artisti che hanno  rivoluzionato la musica cubana dal 1930 al 1950.
Cachaíto ha iniziato a studiare musica da bambino. Nonostante il suo desiderio fosse quello di suonare il violino, suo nonno insistette per il contrabbasso, nel rispetto della lunga tradizione di bassisti della famiglia López. Quindi Cachaíto imparò a suonare prima il violoncello e poi il contrabbasso. Molto velocemente sviluppò una grande padronanza dello strumento e grazie alla sua versatilità, , era capace di adattarsi con rapidità per accompagnare una grande varietà di solisti. 
La sua tecnica non era fondata sul virtuosismo bensì sulla ritmica, infatti egli si preoccupava soprattutto di garantire all'orchestra una ritmica ineccepibile.
Già all'età di 13 anni compose il suo primo pezzo, un danzón intitolato "Isora Infantil" e a 17 sostituì occasionalmente lo zio come bassista nel gruppo "Arcana y sus Maravillas".  In quell'occasione fece al gruppo una tale impressione che gli fu chiesto di rimanere. In seguito, nel 1952, suonò con l'Orchestra Bambu, e nel 1957 con l'Orchestra del Riverside dell'Avana. Nel ’60 seguì il padre e divenne bassista ufficiale dell'Orchestra Sinfonica Nazionale, tenendo una serie di corsi con il bassista ceco Karel Kopriva.